# 토마스 킹고

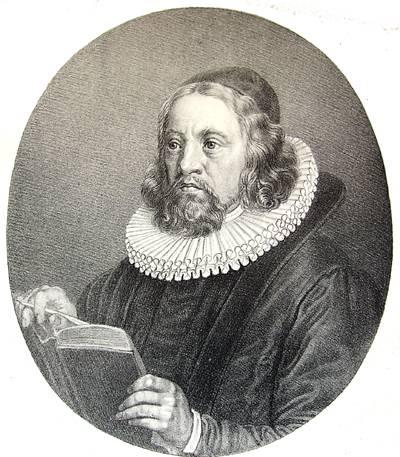
토마스 킹고

토마스 한센 킹고(덴마크어: Thomas Hansen Kingo; 1634년 12월 15일 ~ 1703년 10월 14일)는 덴마크의 시인이다. 직공의 아들로 스란가루프에서 태어나 신학을 공부한 후 오덴세 지방의 사교가 되었다.
그는 니콜라스 그룬트비처럼 세 번이나 결혼을 하였다. 세속적인 것에의 집착이라든가, 은혜 깊은 신의 심판 앞에서 머리를 떨어뜨리지 않으려는 충동이 작품의 특징으로 되어 있다. 그의 대표작 중 자작시를 포함하여 편집한 《찬미가집》(1699년)은 오늘날에 와서도 이용되고 있는 책이다.